# Crabro
Crabro ist eine Gattung der Grabwespen (Spheciformes) aus der Familie Crabronidae. Es sind etwa 88 Arten bekannt, die fast ausschließlich in der Holarktis verbreitet sind. In der Paläarktis kommen 30 Arten vor, in Europa sind es 13 Arten, in Mitteleuropa sieben.

## Merkmale
Die mittelgroßen bis großen Grabwespen haben fast alle eine gelbe Zeichnung am Hinterleib. Die Fühler der Männchen haben 13 Glieder, von denen meistens einige auffällig geformt sind. Die Schienen (Tibien) der Vorderbeine sind schildartig verbreitert. Das Pygidialfeld der Weibchen ist stark abgeflacht und hat gerade Seiten.

## Lebensweise
Die Weibchen legen ihre Nester im Erdboden an. Manche benötigen Sandböden. Die Brut wird mit verschiedenen Fliegen versorgt.

## Arten (Europa)
- Crabro alpinus Imhoff, 1863
- Crabro cribrarius (Linnaeus, 1758)
- Crabro ingricus (F. Morawitz, 1888)
- Crabro korbi (Kohl, 1883)
- Crabro lapponicus Zetterstedt, 1838
- Crabro loewi Dahlbom, 1845
- Crabro maeklini A. Morawitz, 1866
- Crabro malyshevi L. Ahrens, 1933
- Crabro occultus Fabricius, 1804
- Crabro peltarius (Schreber, 1784)
- Crabro peltatus Fabricius, 1793
- Crabro pugillator A. Costa, 1871
- Crabro scutellatus (Scheven, 1781)